# القازدوغلية
المماليك القازدوغلية هي أسرة حاكمة، سيطرة على أجزاء واسعة من مصر أثناء العهد العثماني طوال القرن الثامن عشر.
إلى أن ضعفت أثناء الحملة الفرنسية علي مصر سنة 1798م. والقضاء على المماليك في مذبحة القلعة سنة 1811م على يد محمد علي باشا. استطاع المماليك القازدوغلية السيطرة علي إدارة مصر من سنة (1694م إلي سنة 1811م). والتي مرات بمراحل ضعف وقوة وصراعات داخلية، إلي أن قضي عليهم جميعا محمد علي باشا سنة 1811م. في مذبحة القلعة الشهيرة.

## التعريف

شعار المماليك البايات

هم مجموعة من المهاجرين من منطقة كازداغى في غرب الأناضول ، تغلغلت في المجتمع المصري ونجحت في تكوين "المماليك القازدغلية " توارثت السيادة والريادة على مصر خلال القرن 17م. كان بيت القازدغليين واحداً من عدة بيوتات تحت مظلة الحزب الفقاري وبكونهم كذلك فقد دعموا الفقاريين في صراعاتهم مع الحزب القاسمي المعادي وشاركوا في هزيمته سنة 1730م ومع ذلك ففي أعقاب هذا النصر الفقاري المدوي التفت القازدغليون للبيوتات المنتصرة والمنافسة ضمن الحزب الفقاري واصبحو المسيطر على الأوضاع في الولاية.البداية عندم قام الأمير "مصطفي كتخدا القازدغلي" باغتيال "كجك محمد" الذي سيطرة علي أدارة مصر، بمشاركة الأمير "إبراهيم بك بن ذو الفقار الماحي الفقاري" شيخ البلد سنة 1694م. وفي نفس العام توفي  الأمير "إبراهيم بن ذو الفقار" لاصابتة بالطاعون. فأصبح الوضع  مناسب لسيطرة الأمير مصطفي كتخدا القازدغلي الذي تولي رئاسة الانكشارية والامير حسن بلفية الذي تولي مشيخة البلد والامير "اسماعيل بك تابع حسن بك المقتول الفقاري" الذي تولي الدفتردارية.

## التأسيس
وينسب القازدغلية الى أميرهم ومؤسس طائفتهم الأمير مصطفى كتخدا القازدغلى ، استطاع ان يسيطر علي رئاسة المماليك سنة 1694م بمشاركة الامير حسن بلقية، وبوفاته عام 1115هـ / 1703م انتقلت السيادة والريادة إلى تابعه الأمير حسن جاويش القازدغلى – والد الأمير عبد الرحمن كتخدا صاحب العمائر الشهير بمدينة القاهرة.
توفى حسن جاويش القازدغلى عام 1128هـ / 1716م . وكما كانت تقضى الأعراف في ذلك الزمان أن يرث التابع سيده في فراشه وكل أملاكه تزوج تابعه القوى الأمير عثمان كتخدا القازدغلى – صاحب جامع الكخيا بميدان الأوبرا – امرأة سيده الست آمنة خاتون وربى ولده عبدالرحمن إلى أن أدركته منيته وقتل غيلة في أحداث فتنة عام 1149هـ / 1736م .
وفي اربعينيات القرن الثامن عشر صار واقع الانقسام الحزبي الثنائي مهجوراً في مصر حيث صار القازدغليون هم المهيمنين في الولاية، وحتى منتصف القرن الثامن عشرء كان رأس بيت قازدغلي يحمل رتبة "كتخدا الإنكشارية"، ومع ذلك فبحلول عشرينيات القرن الثامن عشر ، لم يعد مركز البيت هو قاعات الانكشارية او حتي المنزل الصغير قرب خان الخليلي، بل في قصر كبير في حي النخبة الرئيس في القاهرة، وفي هذه الأثناء كان رئيس البيت يشتري المزيد والمزيد من المماليك من القوقاز لاسيما من جورجيا.

## مرحلة السيطرة
وبمقتل عثمان كتخدا القازدغلى تطرق الوهن الى البيت القازدغلى وبزغ معه على السطح نجم الأمير القوى إبراهيم كتخدا القازدغلى.تزوج إبراهيم كتخدا من السيدة شويكار بنت البارودي، زوجة سيدة " سليمان جاويش القازدغلي" الذي تولي الرئاسة إلي أن توفي سنة 1739م، وفتح إبراهيم كتخدا بيت سيدة.اشتهر الامير ابراهيم كتخدا القازدغلي باسم "إبراهيم كتخدا البركاوي" اشتري المماليك ودربهم علي القراءة والكتابة والخط. وكان شغوفا بالكتب فاشتري كتبا في الكثير من الفنون والعلوم. ووجد بعض من أندر الكتب في مكتبته
استطاع السيطرة علي مصر من سنة 1742م حتي سنة 1754م، بمشاركة رضوان كتخدا الجلفي.وقام بشراء المماليك وقلدهم المناصب بالدولة.الي ان توفي إبراهيم كتخدا القازدغلي
سنة 1754م.

## الاضطرابات
وبعد ستة أشهر توفي الأمير رضوان كتخدا الجلفي. تولي الامير " حسين بك المقتول " مشيخة البلد سنة 1754م. لكن حقد علية زملائه، وعندم خرج إلي التنزة قريبا من القصر العيني هاجموا علية وقتلوة ودفن في القرافة بالقاهرة. وتولى الرئاسة الأمير عثمان بك الجرجاوي. ثم تولى الأمير حسين بك الصابونجي الحكم، لكن حاول القضاء علي زملائة لأبعاد خطرهم عنة. لكنهم تمكنوا من القضاء عليه سنة 1757م.
وتسلم الرئاسة بعد ذلك الأمير علي بك الغزاوي. وحاول القضاء على الأمير عبد الرحمن كتخدا، فعين أشخاصا لقتلة، وسافر إلي الحجاز أميرا علي الحج. ولكن عبد الرحمن كتخدا استغل غياب علي بك الغزاوي فنفي المتامرين علية، بمساعة علي بك الكبير، وحين علم علي بك الغزاوي بما جري، وهو في طريق عودتة من الحجاز إلي مصر هرب إلي غزة. استمر على بيك القازدغلى بغزة نحو ثلاثة أشهر وأكثر وصار يعرف بعدها " بعلى بيك الغزاوى " لهروبه الى غزة . ومن غزة بدأ الأمير على بيك الغزاوى يرسل الى القاهرة المكاتبات بالعفو والسماح فوعدوه بالاذن بالرجوع، ومات بعد وصوله الى مصر بثمانية ايام وقيل مات مسموما سنة 1760م.